# 구노 스스무
구노 스스무(일본어: 久野暲, くのすすむ, Susumu Kuno, 1933년 8월 11일 ~ )는 미국 및 일본의 언어학자이자 작가이다. 그는 하토리 시로의 지도를 받고, 도쿄 대학에서 언어학으로 학사학위와 석사학위를 취득했다. 그의 대학원 재학시절 연구는 드라비다어족에 초점이 맞추여 있었다.  1960년에 그는 기계 번역 프로젝트 연구를 위해 하버드로 갔으며 1964년 하버드 대학교에서 박사학위를 받았다.
하버드 대학교 언어학과에서 교수로 재직했으며 현재는 명예교수로 재직중이다.
구노는 기능적 문장 원근법으로 알려진 통사적으로 접근하는 담화-기능학파로 알려졌다. 또한, 일본어 동사의 통사론적 분석을 하는 것으로도 유명했는데, 특히 상태의 의미론과 문법적 특징, 그리고 격(문법에서)표시의 의미적으로 관계와 뒤섞기 규칙의 제약을 분석하는 것으로 유명했다.
그러나 그의 관심거리는 광범위하다. 구노를 위한 학술기념논문집 두 번째 판 머리말에서 편집자는 구노의 그러한 관심거리 중 하나를“통사론과 의미론, 그리고 화용론뿐 아니라 전산언어학과 담화연구와 일본상용한자 처리같은 분야에서의 확장"이라고 기술했다.

## 저서
- The structure of the Japanese language (1973)
- 日本文法研究 (1973)
- 談話の文法 (1978)
- 新日本文法研究 (1983)
- Functional Syntax: Anaphora, Discourse, and Empathy (1987)
- Grammar and Discourse Principles: Functional Syntax and GB Theory. (공저) (1993)